# Direktionsbezirk Chemnitz
Der Direktionsbezirk Chemnitz, auch Region Chemnitz, war bis Ende Februar 2012 der Nachfolger des Regierungsbezirkes Chemnitz im Freistaat Sachsen. Die Nachfolgebehörde des Regierungspräsidiums Chemnitz war die Landesdirektion Chemnitz. Diese in Chemnitz angesiedelte Mittelbehörde entstand im Zuge der sächsischen Verwaltungsneuordnung und der Kreisreform Sachsen 2008 am 1. August 2008. Am 1. März 2012 ging sie in der neuen Landesdirektion Sachsen auf.
Die Amtsbezeichnung Regierungspräsident wurde durch das sächsische Verwaltungsneuordnungsgesetz in Präsident der Landesdirektion geändert. Seit dem 1. Juni 2011 führte Dietrich Gökelmann die Behörde.

## Geschichte
Der Direktionsbezirk Chemnitz wurde am 1. August 2008 aus dem Regierungsbezirk Chemnitz und dem Landkreis Döbeln gebildet. Dieser Landkreis wurde dem neuen Landkreis Mittelsachsen zugeordnet.
1835 wurden im Königreich Sachsen Kreisdirektionen als staatliche Oberbehörden geschaffen, die 1874 in „Kreishauptmannschaften“ umbenannt wurden. Im Laufe der Geschichte änderten sich deren Grenzen mehrmals. So ging 1900 durch Teilung aus dem östlichen Teil der Kreishauptmannschaft Zwickau die Kreishauptmannschaft Chemnitz hervor. Die vier sächsischen Kreishauptmannschaften Chemnitz, Dresden, Leipzig und Zwickau wurden 1938 nach preußischem Vorbild in Regierungsbezirke umbenannt. Nach dem Zweiten Weltkrieg sollten zunächst wieder Regierungsbezirke errichtet werden, doch 1947 wurde in der Sowjetischen Besatzungszone diese Absicht zunächst nicht weiterverfolgt.
Nach Auflösung der Länder in der DDR 1952 wurden staatliche Bezirke eingerichtet, die jedoch mit den Regierungsbezirken in ihrer Funktion nicht vergleichbar waren. Im Zuge dieser Änderungen entstand durch den Anschluss des ehemaligen Regierungsbezirks Zwickau der Großbezirk Karl-Marx-Stadt. Mit der Wiedereinrichtung des Landes Sachsen 1990 wurde in Sachsen die Grundlage für die Neubildung von Regierungsbezirken geschaffen. Der am 1. Januar 1991 neu eingerichtete Regierungsbezirk Chemnitz umfasste weitestgehend das Gebiet des ehemaligen Bezirks Karl-Marx-Stadt.
Am 31. Dezember 2009 lebten im Direktionsbezirk Chemnitz insgesamt 1 540 290 Menschen, unter ihnen waren 29 401 Ausländer. Der Ausländeranteil betrug damit 1,9 % und lag unter dem sächsischen Durchschnitt von 2,7 %.

## Gliederung
- Chemnitz, kreisfreie Stadt
- Erzgebirgskreis (Annaberg-Buchholz)
- Landkreis Mittelsachsen (Freiberg)
- Vogtlandkreis (Plauen)
- Landkreis Zwickau (Zwickau)